# Mole Antonelliana
| Basisdaten       | Basisdaten                |
| ---------------- | ------------------------- |
| Ort:             | Turin                     |
| Verwendung:      | Museum                    |
| Baudatum:        | 1863–1889                 |
| Architekt:       | Alessandro Antonelli      |
| Baustil:         | Historismus/Eklektizismus |
| Technische Daten |                           |
| Höhe:            | 167,5 m                   |
| Baustoff:        | Ziegel                    |

Die Mole Antonelliana (ital. mole: „sehr großes Bauwerk“) ist ein Wahrzeichen der italienischen Stadt Turin. Der pavillonartige Bau mit seinem hohen, sich stark verjüngenden Aufsatz entstand in den Jahren 1863 bis 1889 nach Plänen des Turiner Architekten Alessandro Antonelli (1798–1888). Er war im Auftrag der jüdischen Gemeinde als Synagoge begonnen worden und ursprünglich mit 280.000 Lire veranschlagt. Der übersteigerte Ehrgeiz des Architekten, ein einzigartiges, meisterhaftes Bauwerk zu errichten, ließ die Kosten derart explodieren, dass 1876 schon 692.000 Lire ausgegeben waren, das Gebäude aber immer noch nicht fertiggestellt war. Trotz ambitionierter Versuche konnte die jüdische Gemeinde schließlich kein Geld mehr aufbringen und das Objekt wurde dank einer Bürgerinitiative im Jahr 1877 für 150.000 Lire in italienischen Renten von der Stadt übernommen, die 1895 ein Museum des Risorgimento darin einrichtete. Die Aufstellung einer knapp 4 Meter hohen Figur eines geflügelten Genius auf der Spitze markierte im April 1889 die Vollendung des Baus.
Mit einer Höhe von 167,50 Metern war die Mole Antonelliana bei ihrer Fertigstellung das zweithöchste begehbare Gebäude der Welt nach dem Obelisk des vier Jahre zuvor fertiggestellten Denkmals für George Washington, dieser war 180 Zentimeter höher; sie übertraf den acht Jahre zuvor vollendeten Kölner Dom um elf Meter. Die Kuppelkonstruktion gilt als das Äußerste, was in traditioneller Bauweise (ohne Eisenbeton) hergestellt werden kann.
Antonelli konnte die gewaltigen Ausmaße erreichen, indem er die ziegelgemauerten Wände mit Lisenen verstärkte und dadurch bei einer verhältnismäßig großen Leichtigkeit eine hohe Stabilität erzielte. Bis 1953 war die Mole Antonelliana das höchste in Ziegelmauertechnik ausgeführte Bauwerk der Welt.
Im August 1904 wurde der mit einem Eisenbalken im Mauerwerk verankerte Genius durch Stürme so weit gelockert, dass er am 11. (oder 12.) August (durch einen Blitz?) umknickte und mit dem Kopf nach unten an einem Balkon hängen blieb. Der Genius kann nun im Gebäudeinneren besichtigt werden. Als Ersatz wurde später ein etwa 4 m großer, zwölfzackiger Stern angebracht. Das Gebäude überstand die amerikanische Bombardierung der Stadt im Zweiten Weltkrieg unbeschädigt. Am 23. Mai 1953 wurde die aus Holz gezimmerte Spitze durch einen Tornado abgebrochen. Das 47 m lange Stück fiel in den kleinen Garten nebenan, ohne jemanden zu verletzen. Diese Turmspitze wurde erst 1961 – jedoch als steinverkleidete Metallkonstruktion – wiedererrichtet. Die Struktur wurde mit Stahlbeton befestigt. Heute (Stand Juni 2008, siehe Bild) ist an der Spitze ein 12-zackiger Sternkörper, ein Dodekaeder-Antistern, montiert.
Nach dem Vorbild der Mole Antonelliana entstand die Kuppel des Reichsgerichts in Leipzig.
Das Gebäude beherbergt heute das Museo Nazionale del Cinema, das bedeutendste Filmmuseum Italiens. In der zentralen Gebäudeachse führt eine nur an Seilen geführte gläserne Liftkabine hinauf in die Laterne über der Kuppel. Von hier in 85 Meter Höhe hat man eine Aussicht über die Stadt und bei klarem Wetter zu den (im Nordwesten) nahen Alpen.
Die Mole Antonelliana ist auf der italienischen 2-Cent-Münze dargestellt. Sie war auch Vorbild für das offizielle Logo der Olympischen Winterspiele 2006 in Turin.

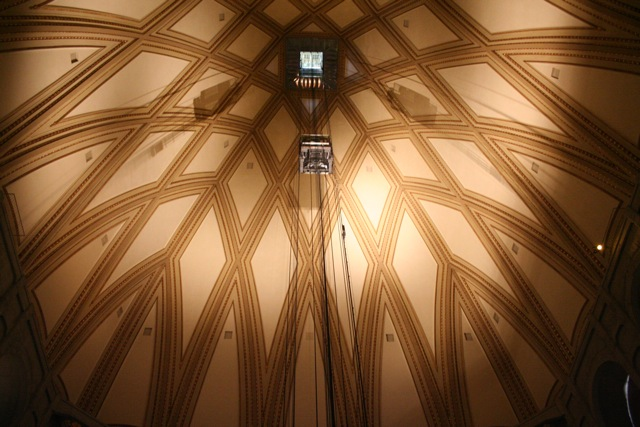
Blick auf die Kuppel und den gläsernen Panoramaaufzug
Italienische 2-Cent-Münze
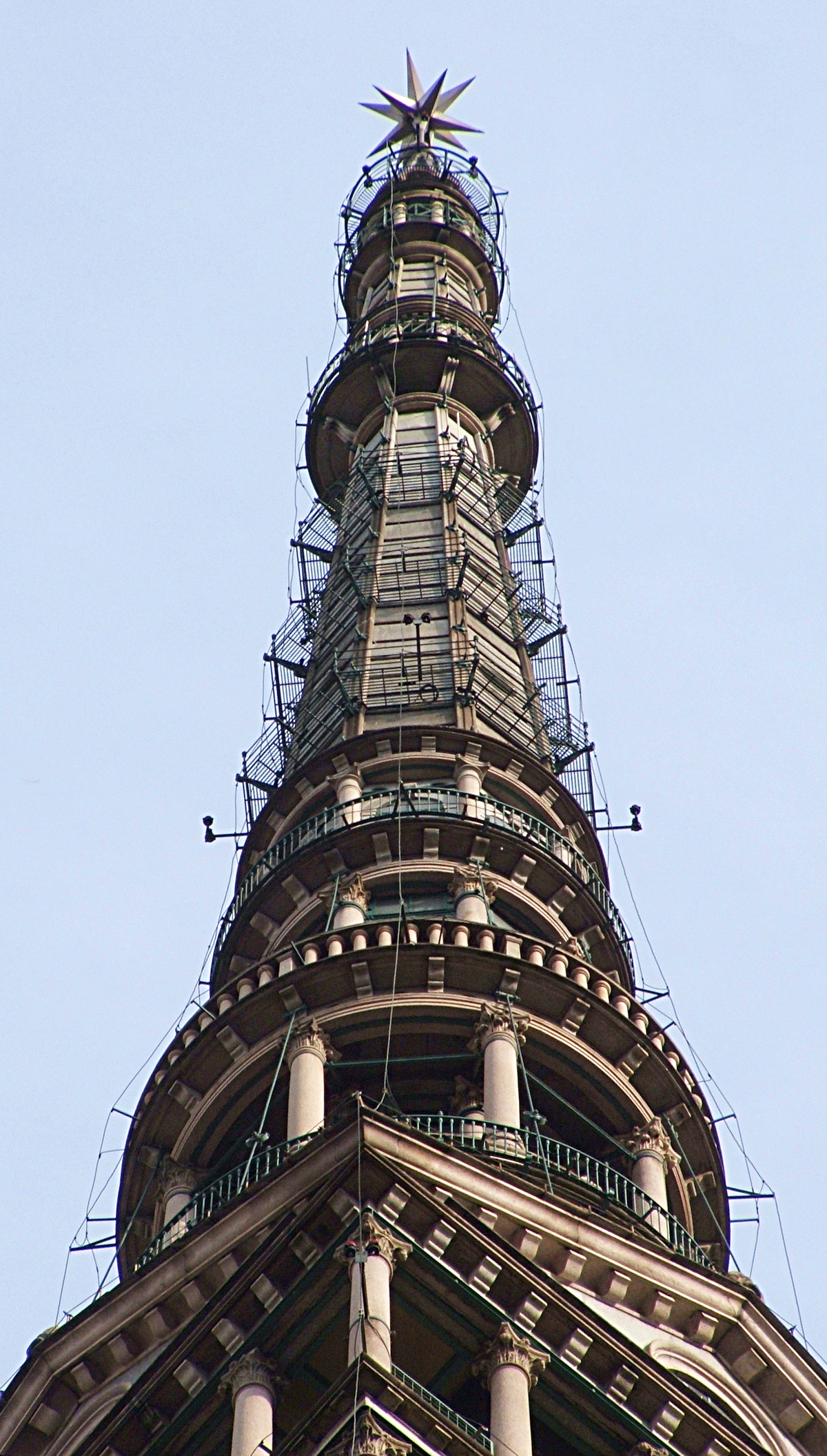
Turmspitze
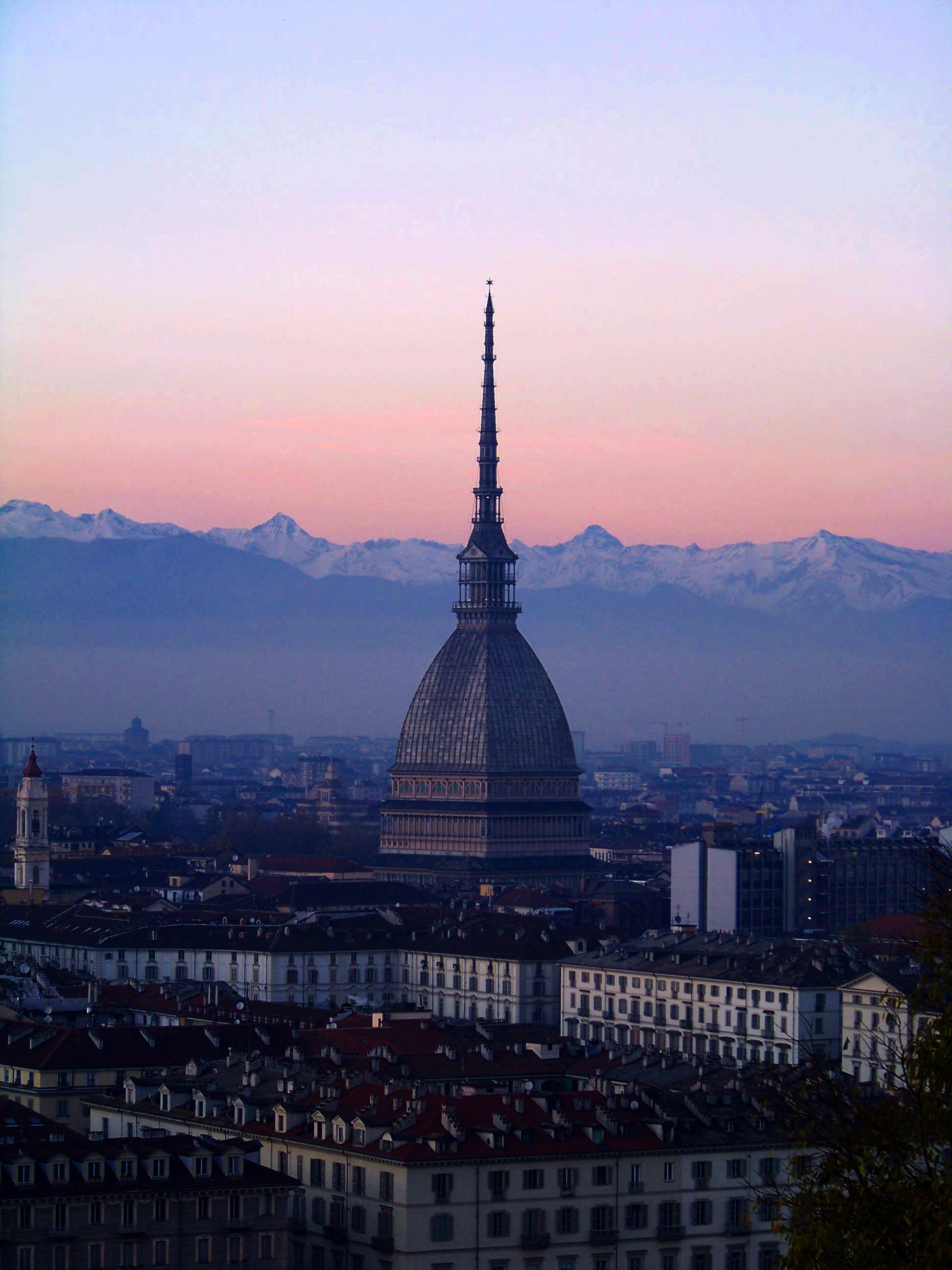
Die Mole Antonelliana bei Abenddämmerung, im Hintergrund die Alpen
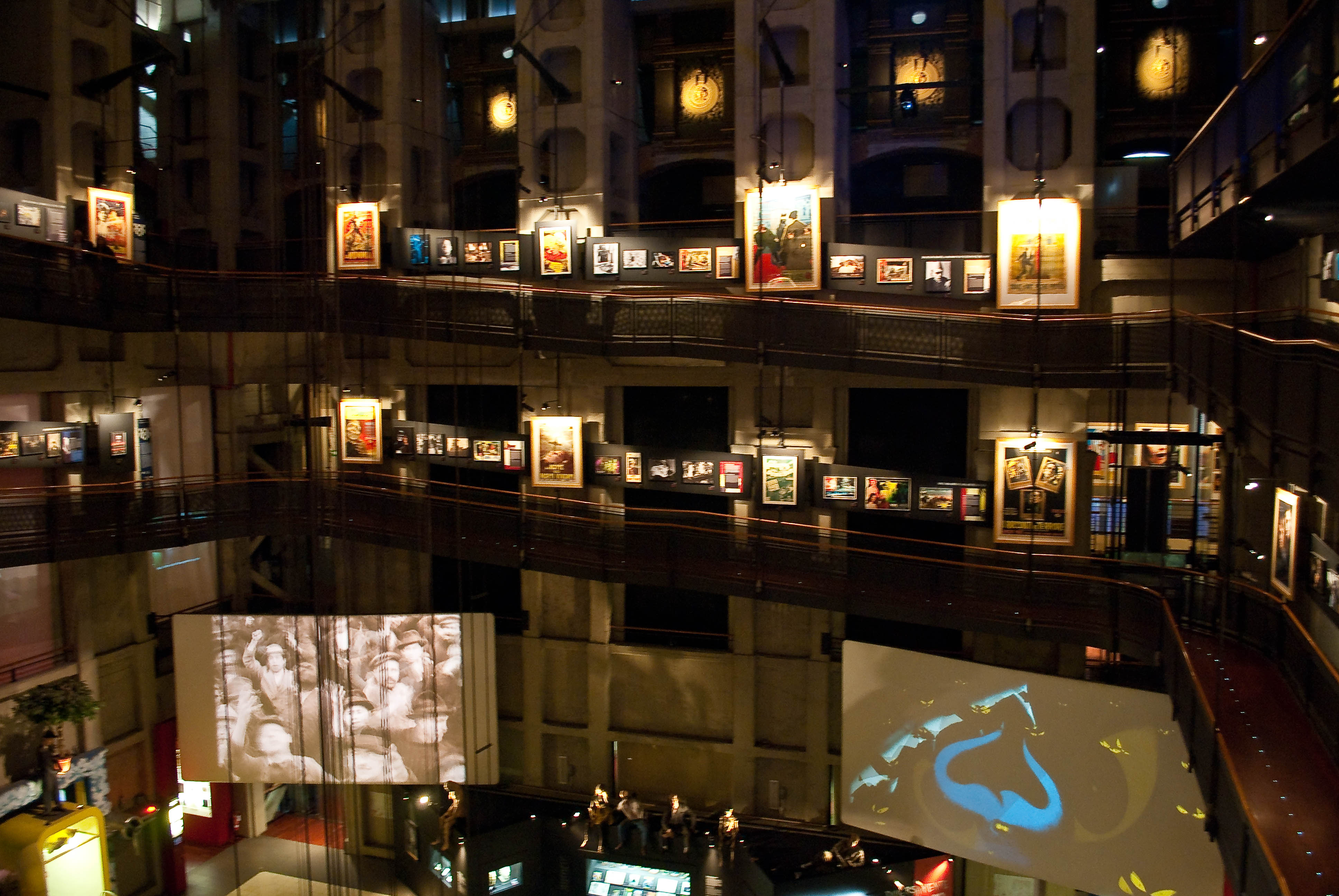
Museo Nazionale del Cinema